# 高麗航空
高麗航空（朝鲜语：／ Koryŏ Hanggong */?），是朝鮮民主主義人民共和國的國家航空公司，也是該國唯一的航空公司、民用航空業者，隸屬于朝鲜民主主义人民共和国国家航空总局，并接受朝鮮人民軍管理。總部設於平壤市，大約有僱員2,500人，以平壤順安國際機場（FNJ）作為營運基地。高丽航空在北京、沈阳、海参崴、伯力等地设有售票办事处。

## 歷史
高麗航空成立前的名義為SOKAO（蘇聯朝鮮航空公司）。1955年9月21日，朝鮮民主主義人民共和國政府成立朝鮮民航（朝鲜语：／ Chosŏn Minhang），全部使用前蘇聯製造的民航客機營運，初期只有螺旋槳飛機，1975年引進了第一架圖-154-B型噴氣客機。
1992年3月28日，根據朝鮮政府決定，朝鮮民航更名為“高麗航空”。
1996年，高麗航空加入了國際航空運輸協會（IATA），IATA兩位編碼為JS，取自朝鲜民航中的朝鮮（조선）英文拼音 Jo-Sŏn 的首字母。而ICAO三位編碼為KOR。
2004年，主要營運往返平壤到中華人民共和國北京、瀋陽、俄羅斯海參崴的三條定期航線，並於2012年初增加了飛往中華人民共和國哈爾濱的國際航線；此外，在2012年夏季會增添到俄羅斯伯力的定期飛航。另外，不定期開設旅遊包機往返於泰國曼谷、日本朝鮮僑民聚居的名古屋及新潟等地。朝鮮的國內航線由其獨家經營。北京、瀋陽、海参崴、伯力和柏林等地設有售票辦事處，另外在澳門、臺北、新加坡、東京、科威特等地設有售票代理。
2012年8月開始，高麗航空正式推出伺服器設在朝鮮的官方網站。其介面和功能同世界主流航空公司網頁類似，可供客戶查詢、預訂航班，惟並不具備任何方式的線上支付功能。2013年，高麗航空空中服務員的制服由象征国旗颜色的紅色轉換成設計及剪裁更加前衛的深藍色制服。
2022年9月30日，朝鲜第十四届最高人民会议第五次会议通过《关于把朝鲜民主主义人民共和国高丽航空总局改为朝鲜民主主义人民共和国国家航空总局》的决议，决定组建朝鲜民主主义人民共和国国家航空总局。
2023年8月22日，由平壤起飛的JS151航班於該日上午9時17分抵達北京首都機場，是自2020年初，朝鮮因新冠疫情關閉國境以來，高麗航空的第一班國際民航班機。

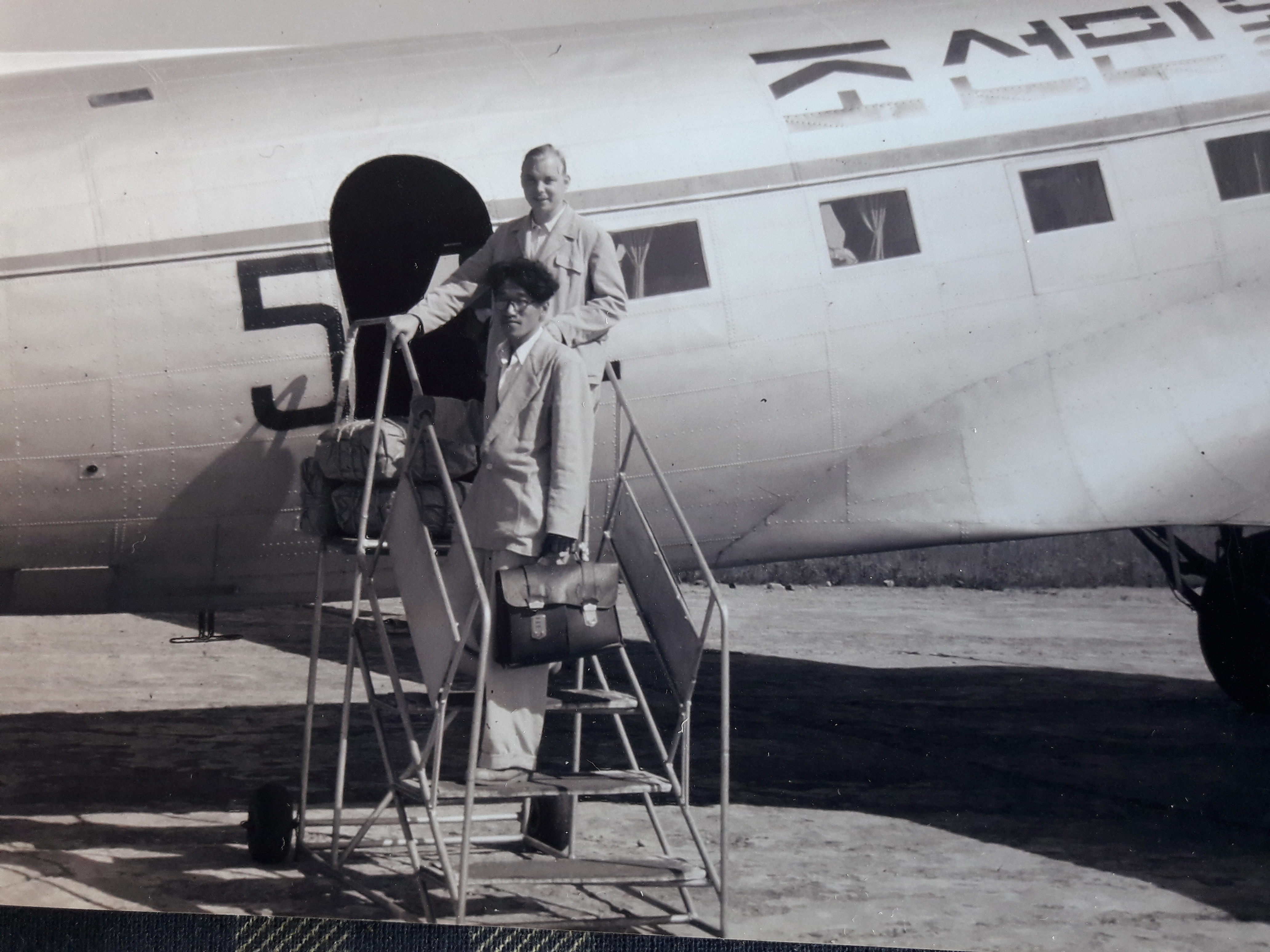
搭载东德咸兴工作组（德语：Deutsche Arbeitsgruppe Hamhŭng）（DAH）成员的朝鲜民航客机（1958年）
朝鮮民航時期標誌
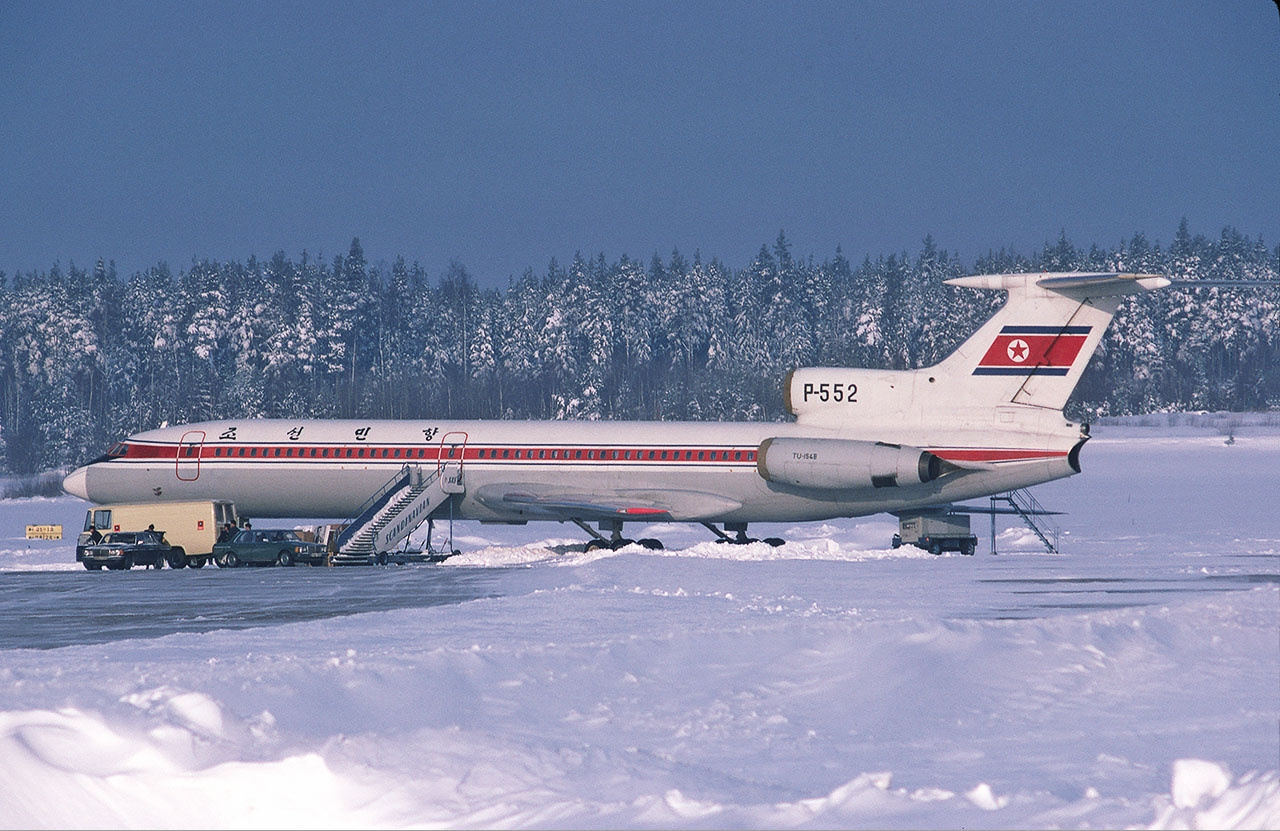
朝鮮民航圖-154B在斯德哥爾摩（1979年）
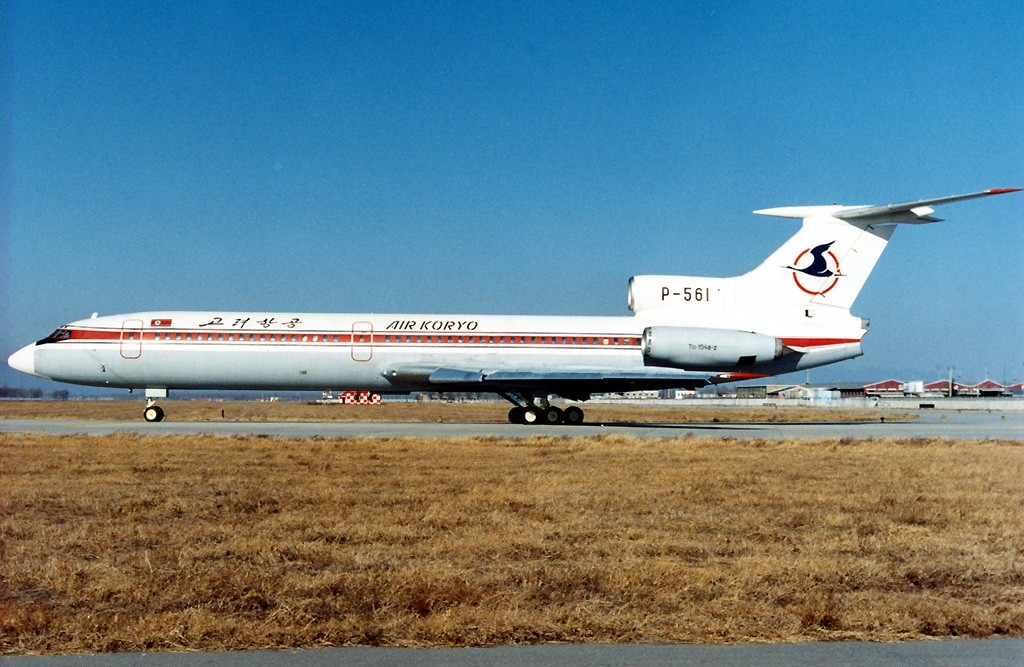
高麗航空旧版涂装的圖-154B在北京首都机场（1995年）
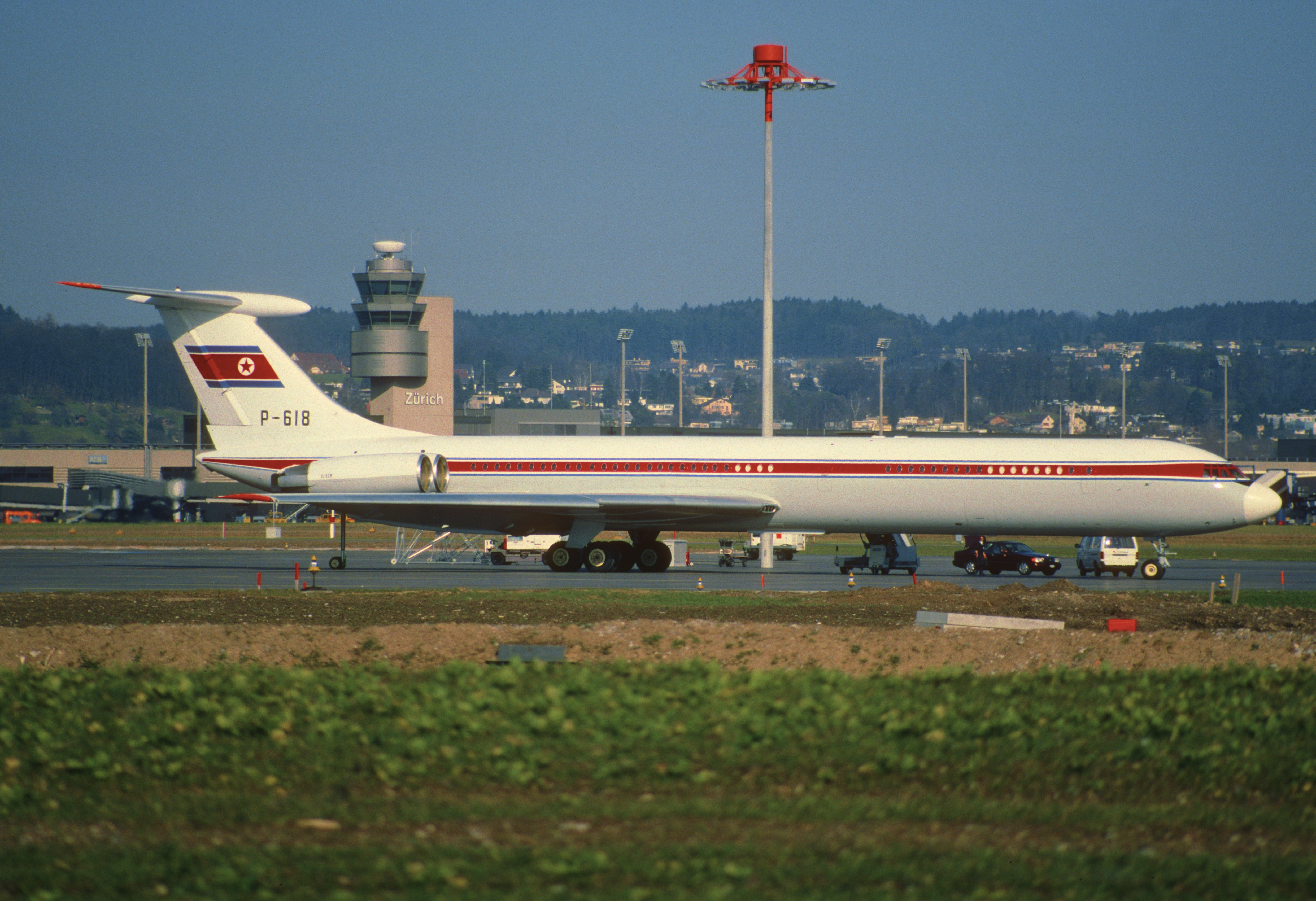
用於政府專機的伊爾-62在蘇黎世機場（2000年）
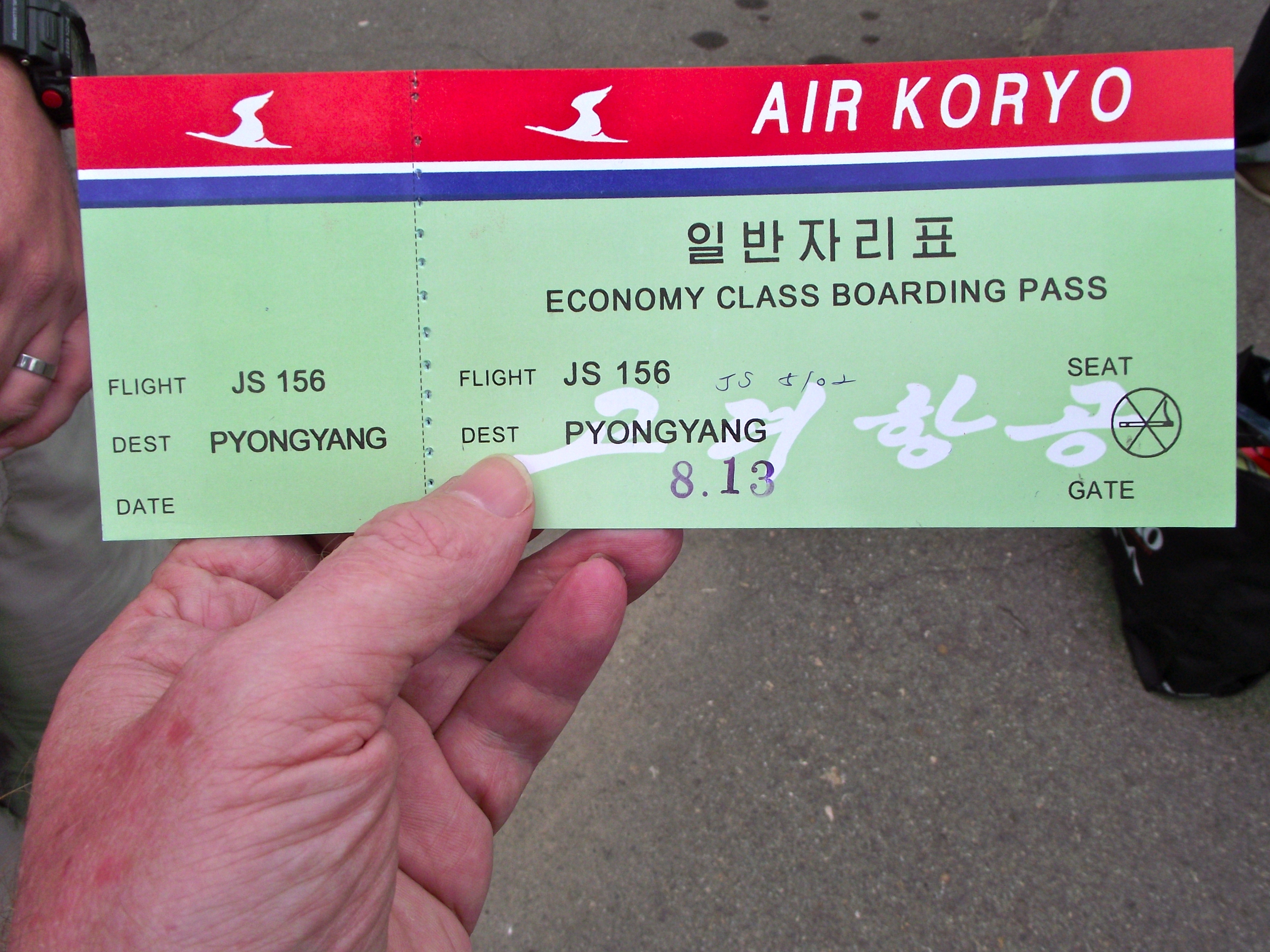
高麗航空旧版登機證
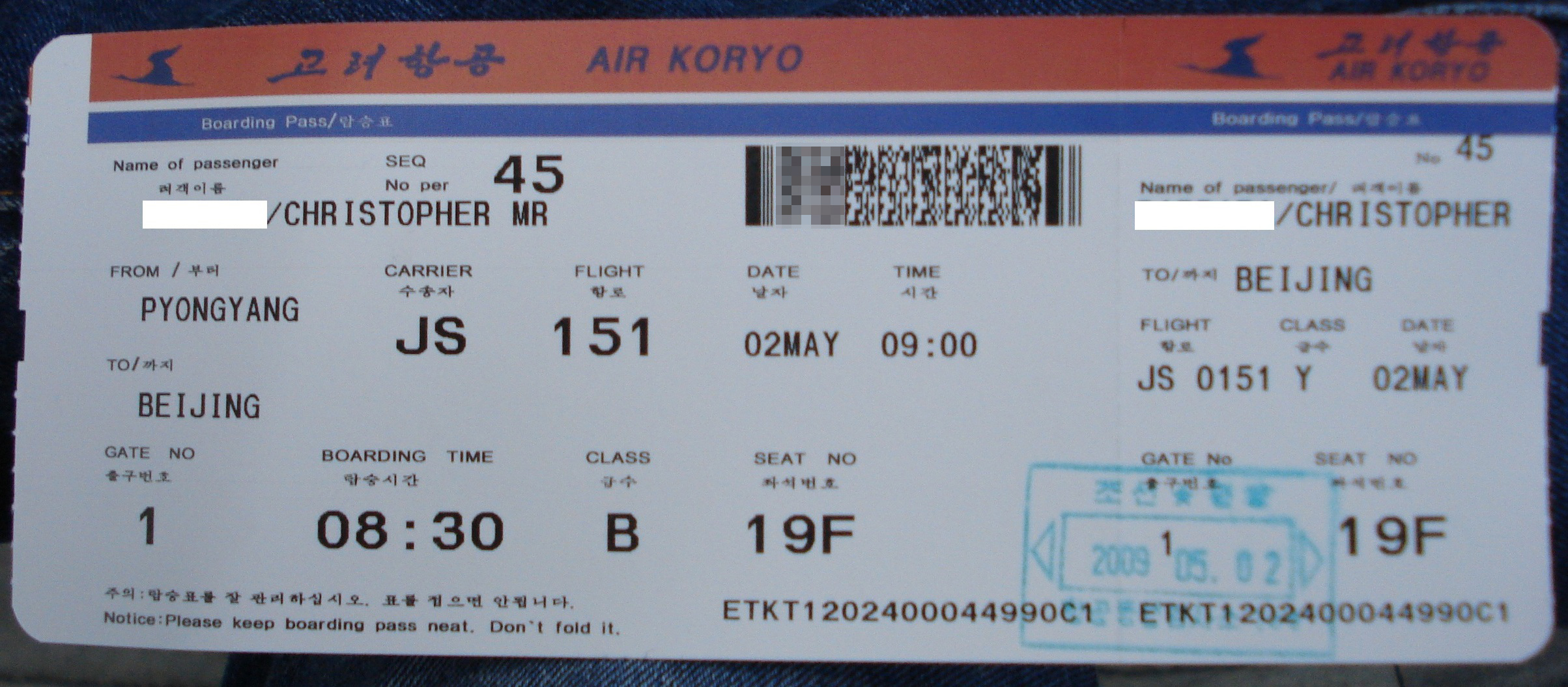
高麗航空新型電腦化的登機證，載有二維條碼（使用PDF417條碼，為IATA標準）
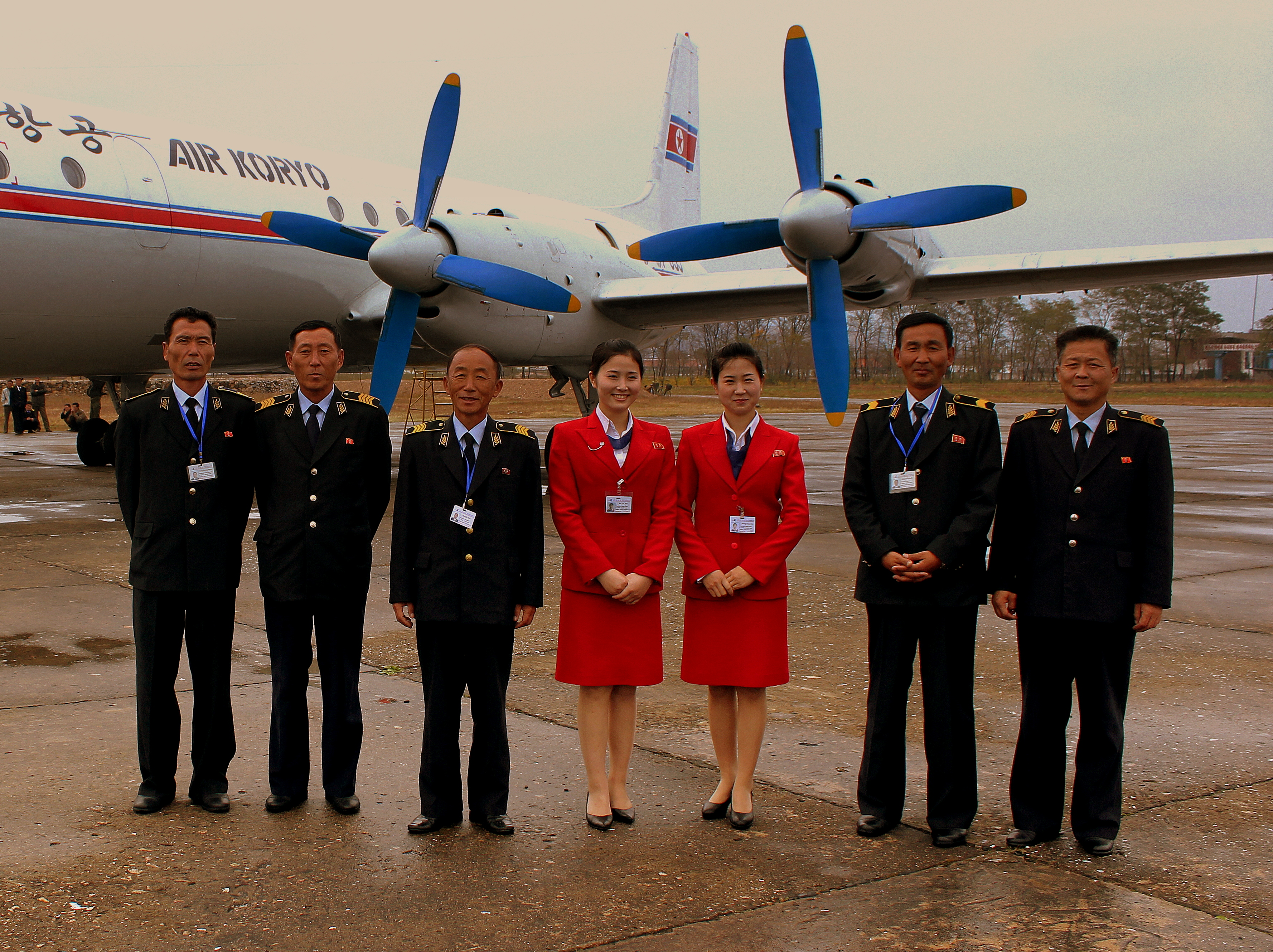
高麗航空機組員（舊版制服）
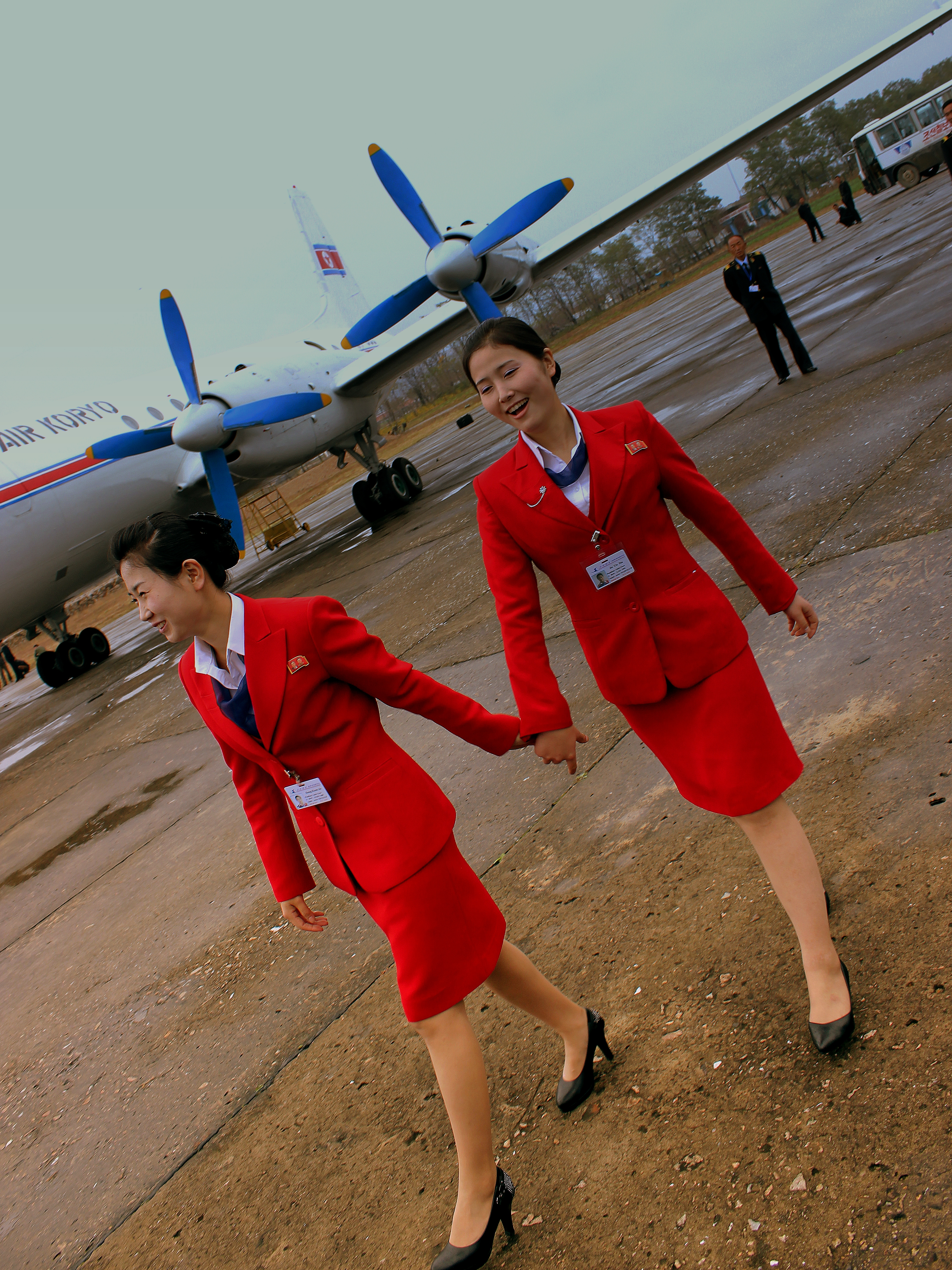
空服員於機場自由活動時間（2012年）

## 評價
2014年10月，針對全球600餘家航空公司評級的Skytrax Airline Rating公布，儘管朝鮮高麗航空改善了飛機的餐點，但因為高麗航空飛機老舊，且均為安全度極低的前蘇聯客機，所以被評為最差，連續第四年只得1星。2015年1月13日，旅行箱雜誌（Suitcase）《世界最差航空公司》的報導中，高麗航空位列其中，被評為機上娛樂最劣。報導說，因高麗航空由獨裁政府控制，所以機上提供的只有宣揚朝鮮領導人的《平壤时报》，以及鼓吹金正恩英明領導的媒體節目。同时该文章指出，高丽航空最近的对机队的升级使得其服务有一定的改善。
因機隊老舊，除了較新的1架经改造后满足标准的Tu-204飛機以外（P-632仍然被禁飛），高麗航空其他飛機都被歐盟列入禁飛名單而不能飛入歐盟領空及機場起降。
2018年下半年，Skytrax突然删除了几乎全部二星级航空公司与一星级航空公司的相关信息，因此高丽航空目前顯示為『未評級』。而在同網站的54名註冊用戶評級中，高麗航空在滿分10分中獲得6分；用戶評論對於機上娛樂評價較低，但對於整潔度及員工服務普遍有較高評價。

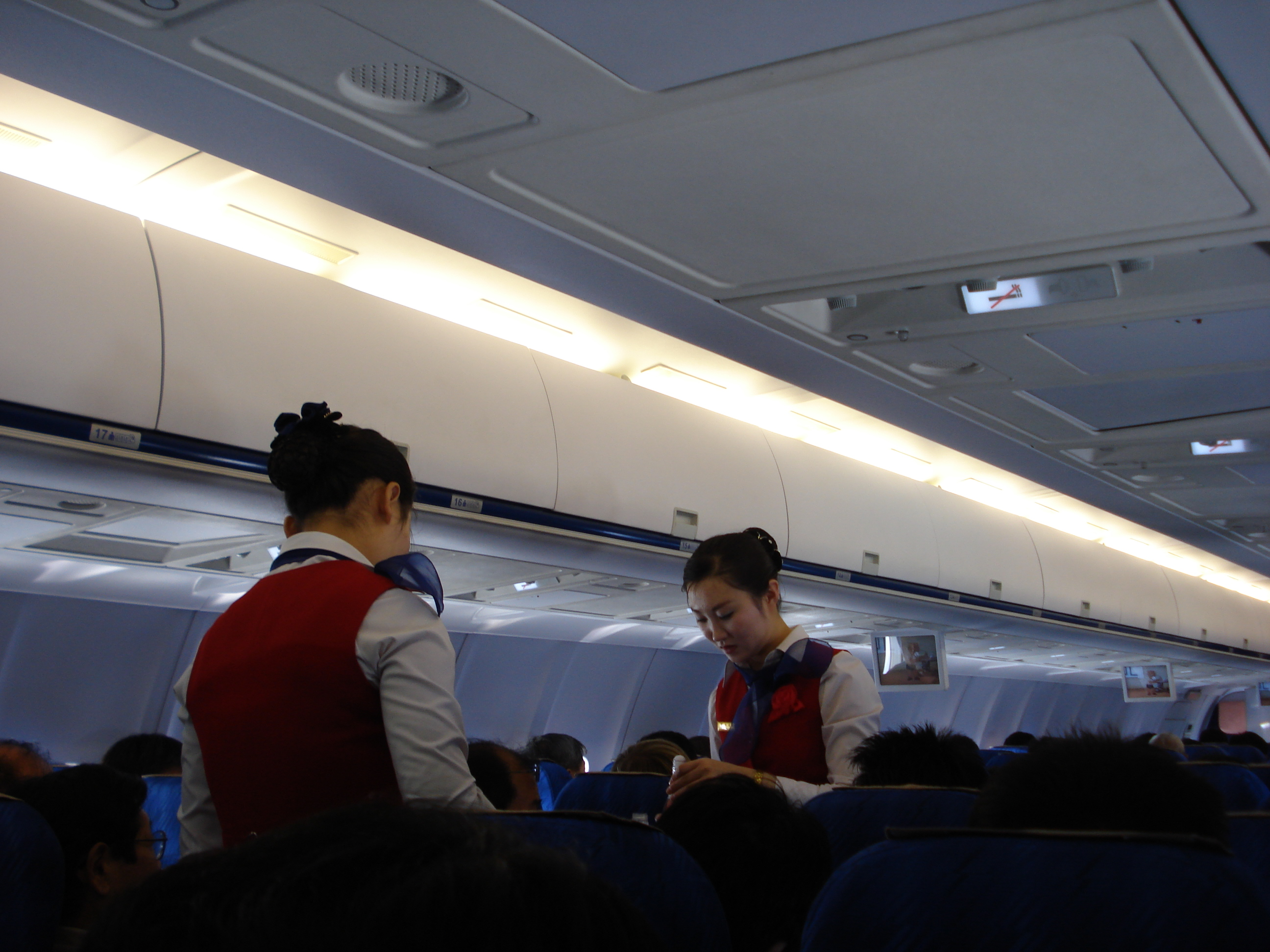
高麗航空圖-204機艙
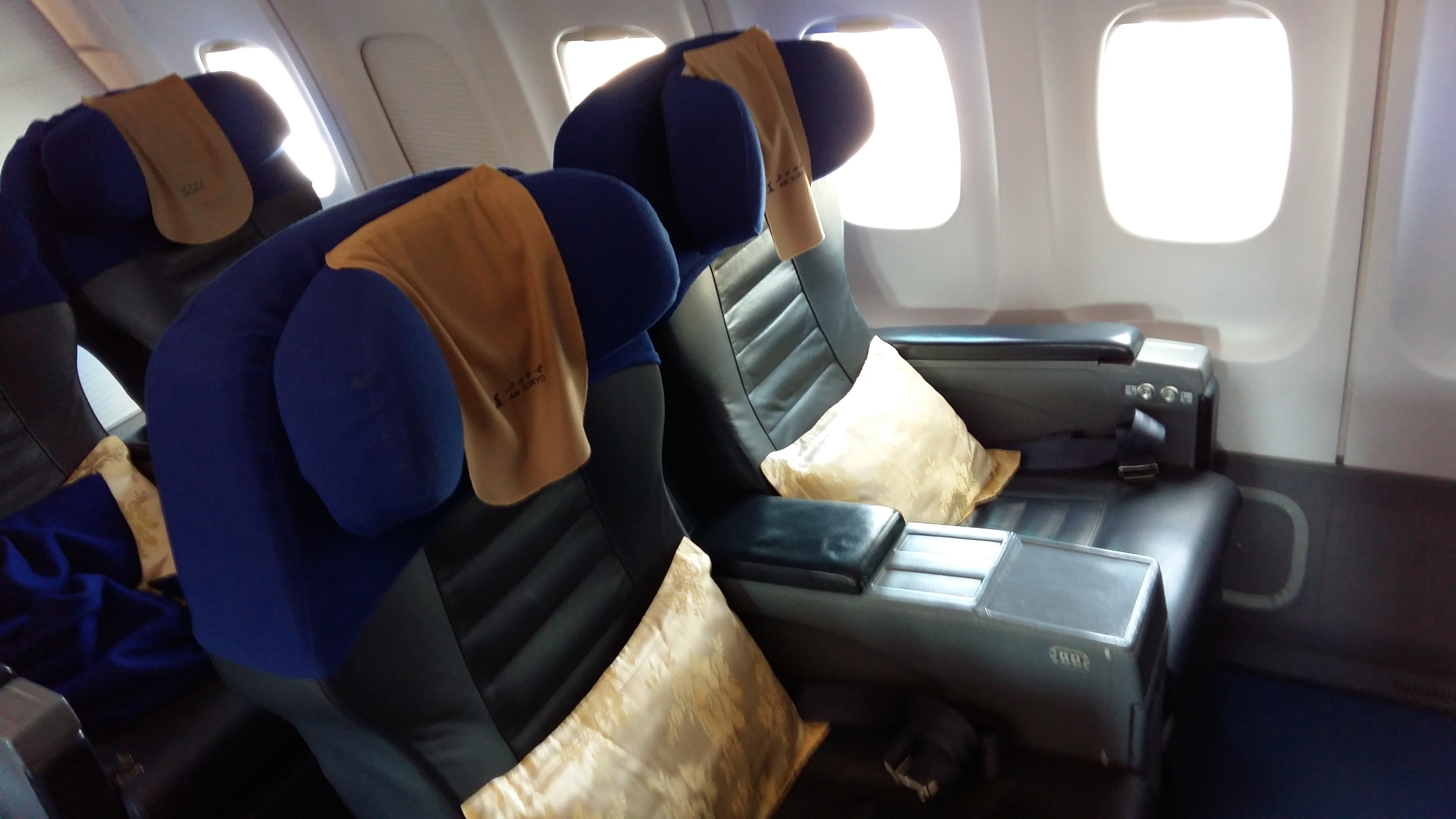
頭等艙
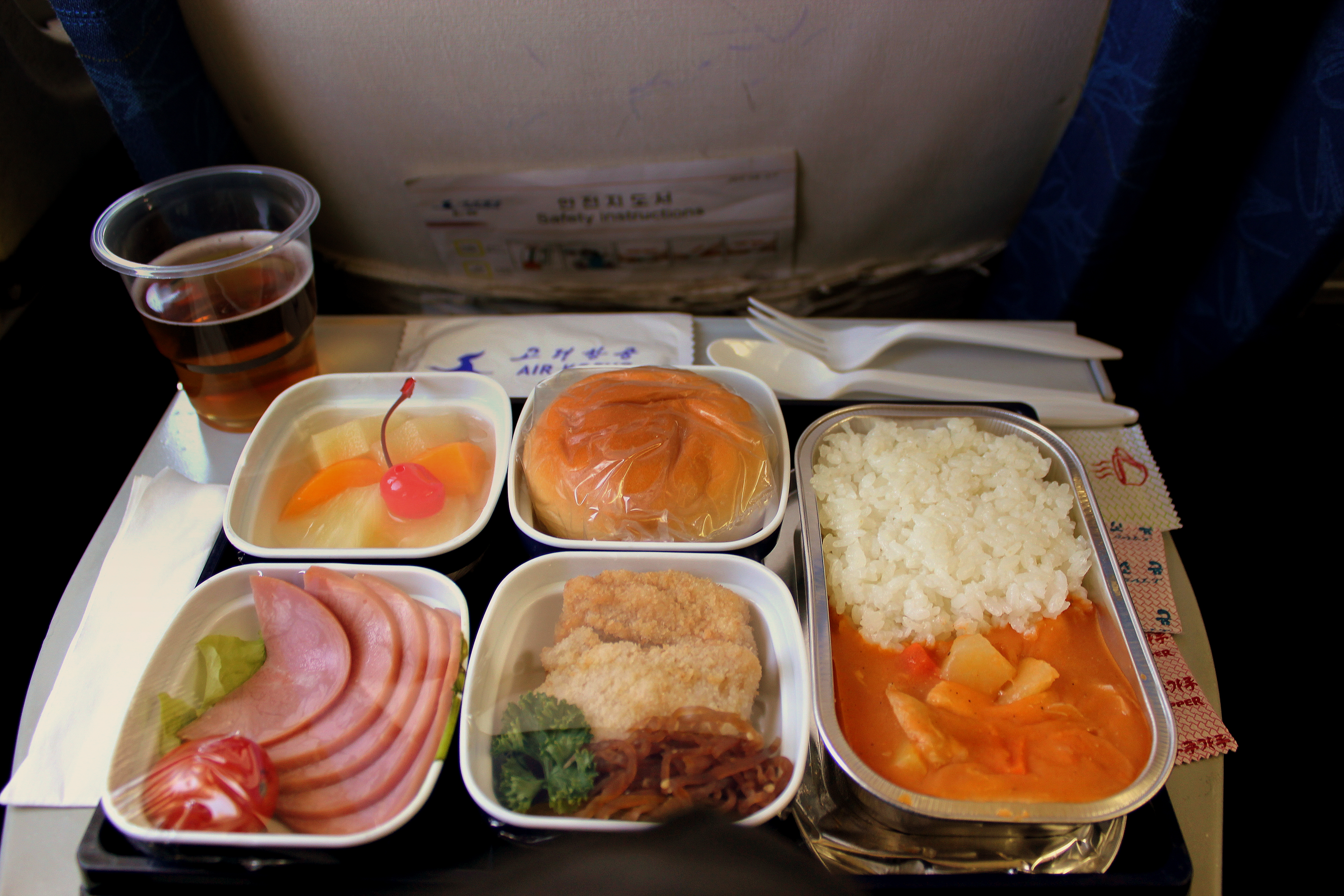
高麗航空由北京飛往平壤的飛機餐
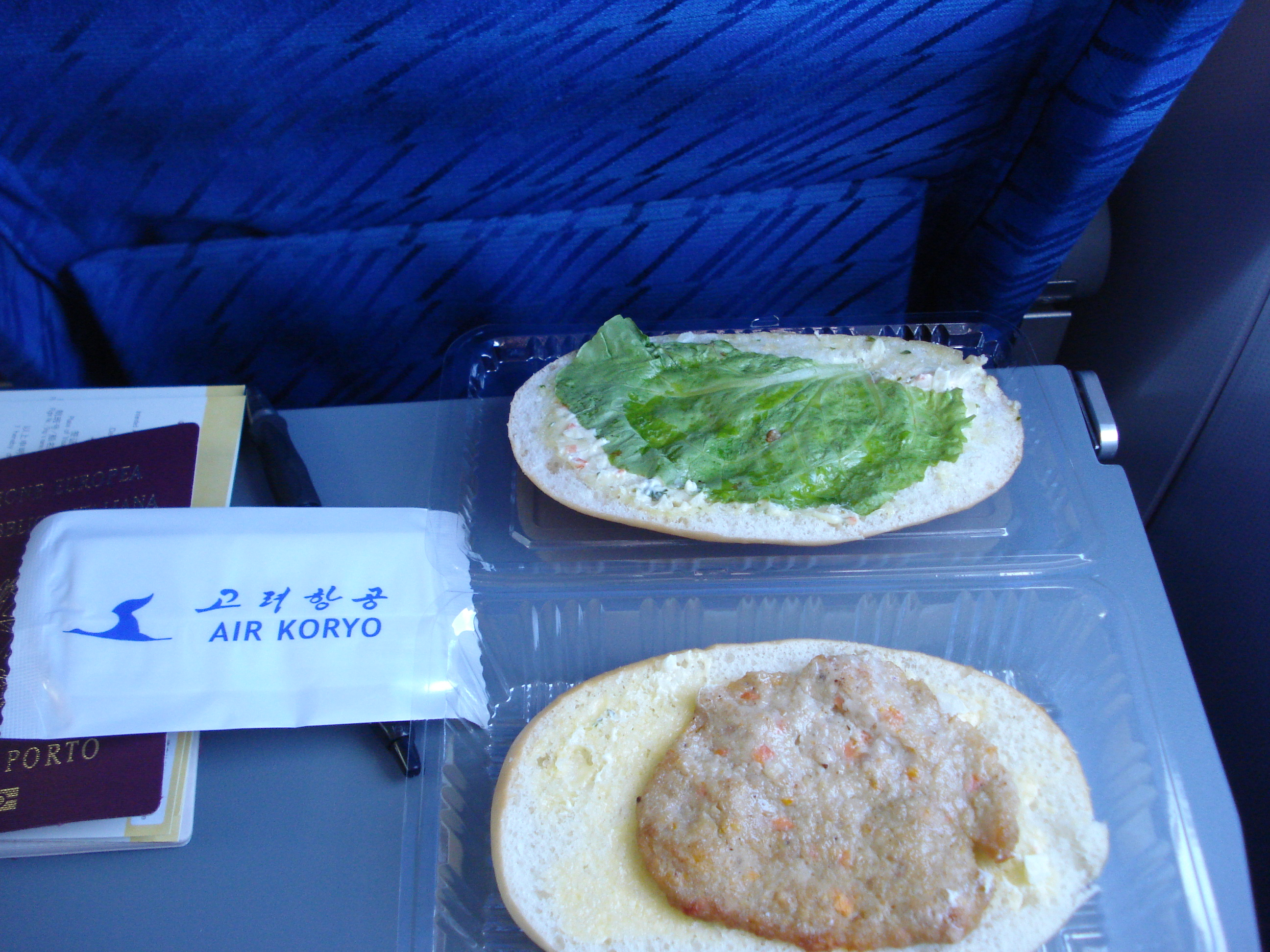
高麗航空由平壤飛往北京的飛機餐

## 主要航線
高丽航空曾开辟经苏联飞往东德东柏林、南斯拉夫贝尔格莱德、保加利亚索菲亚等東方集團國家城市的航班，但于1990年代起陆续因东欧剧变而逐步停航。
高丽航空早期曾有直航班机往澳門，但已取消直航班次，并计划把航线在2010年夏季转至香港（澳门门票部则保留），然而传闻因飞机之废气排放量未达标准、飞机引擎噪音超标导致香港方面不允许停靠，加上高丽航空拒绝为飞机乘客购买安全保险，令此计划被迫搁置。2019年已经宣布恢复。

### 執飛航綫與通航日期
| 航綫                                                                                          | 通航日期                           | 航綫類型       |
| --------------------------------------------------------------------------------------------- | ---------------------------------- | -------------- |
| 藍色背景爲復辦航綫，未注明國家的地區均位於北韓境內 表格提及的「中國」均表示「中華人民共和國」 |                                    |                |
| 1955年11月                                                                                    | 平壤－ 苏联赤塔                    | 國際航綫       |
| 1957年3月                                                                                     | 平壤－咸興、平壤－清津             | 國內航綫       |
| 1959年4月                                                                                     | 平壤－ 中国北京                    | 國際航綫       |
| 1970年3月                                                                                     | 平壤－惠山                         | 國內航綫       |
| 1974年4月                                                                                     | 平壤－ 苏联伯力                    | 國際航綫       |
| 1983年4月                                                                                     | 平壤－ 苏联莫斯科                  | 國際航綫       |
| 1987年11月                                                                                    | 平壤－ 东德東柏林                  | 國際航綫       |
| 1989年11月                                                                                    | 平壤－ 保加利亚索菲亞              | 國際航綫       |
| 1992年2月                                                                                     | 平壤－ 日本新潟、平壤－ 日本名古屋 | 包机航綫       |
| 1993年4月                                                                                     | 平壤－ 泰國曼谷                    | 國際航綫       |
| 1996年9月                                                                                     | 平壤－ 葡屬澳門                    | 國際航綫       |
| 1997年8月                                                                                     | 平壤－ 俄羅斯海參崴                | 國際航綫       |
| 2000年4月                                                                                     | 平壤－ 中国瀋陽                    | 國際航綫       |
| 2000年7月                                                                                     | 平壤－ 漢城                        | 朝韩間包機航綫 |
| 2008年8月                                                                                     | 平壤－ 马来西亚吉隆坡              | 國際航綫       |
| 2008年9月                                                                                     | 平壤－ 新加坡                      | 國際航綫       |
| 2008年10月                                                                                    | 平壤－ 科威特                      | 國際航綫       |
| 2012年4月27日                                                                                 | 平壤－ 中国哈爾濱                  | 包機航綫       |
| 2014年7月6日                                                                                  | 平壤－ 中国上海                    | 國際航綫       |
| 2016年5月23日                                                                                 | 平壤－ 中国青島                    | 包機航綫       |
| 2016年6月1日                                                                                  | 平壤－ 中国濟南                    | 包機航綫       |
| 2016年9月28日                                                                                 | 平壤－ 中国廣州                    | 包機航綫       |
| 2017年3月28日                                                                                 | 平壤－ 中国丹東                    | 包機航綫       |
| 2018年5月10日                                                                                 | 平壤－ 中国成都                    | 國際航綫       |
| 2018年5月31日                                                                                 | 平壤－ 中国上海                    | 國際航綫       |
| 2018年7月                                                                                     | 平壤－ 中国西安                    | 國際航綫       |
| 2019年7月19日                                                                                 | 平壤－ 中国大連                    | 國際航綫       |
| 2019年9月27日                                                                                 | 平壤－ 澳門                        | 國際航綫       |
| 北韓因應COVID-19疫情於2020年1月下旬關閉所有高麗航空航班                                       |                                    |                |
| 2023年8月23日                                                                                 | 平壤－ 中国北京                    | 包機航綫       |
| 2023年8月25日                                                                                 | 平壤－ 俄羅斯海參崴                | 國際航綫       |
| 2023年12月13日                                                                                | 平壤－ 中国瀋陽                    | 包機航綫       |

## 機隊

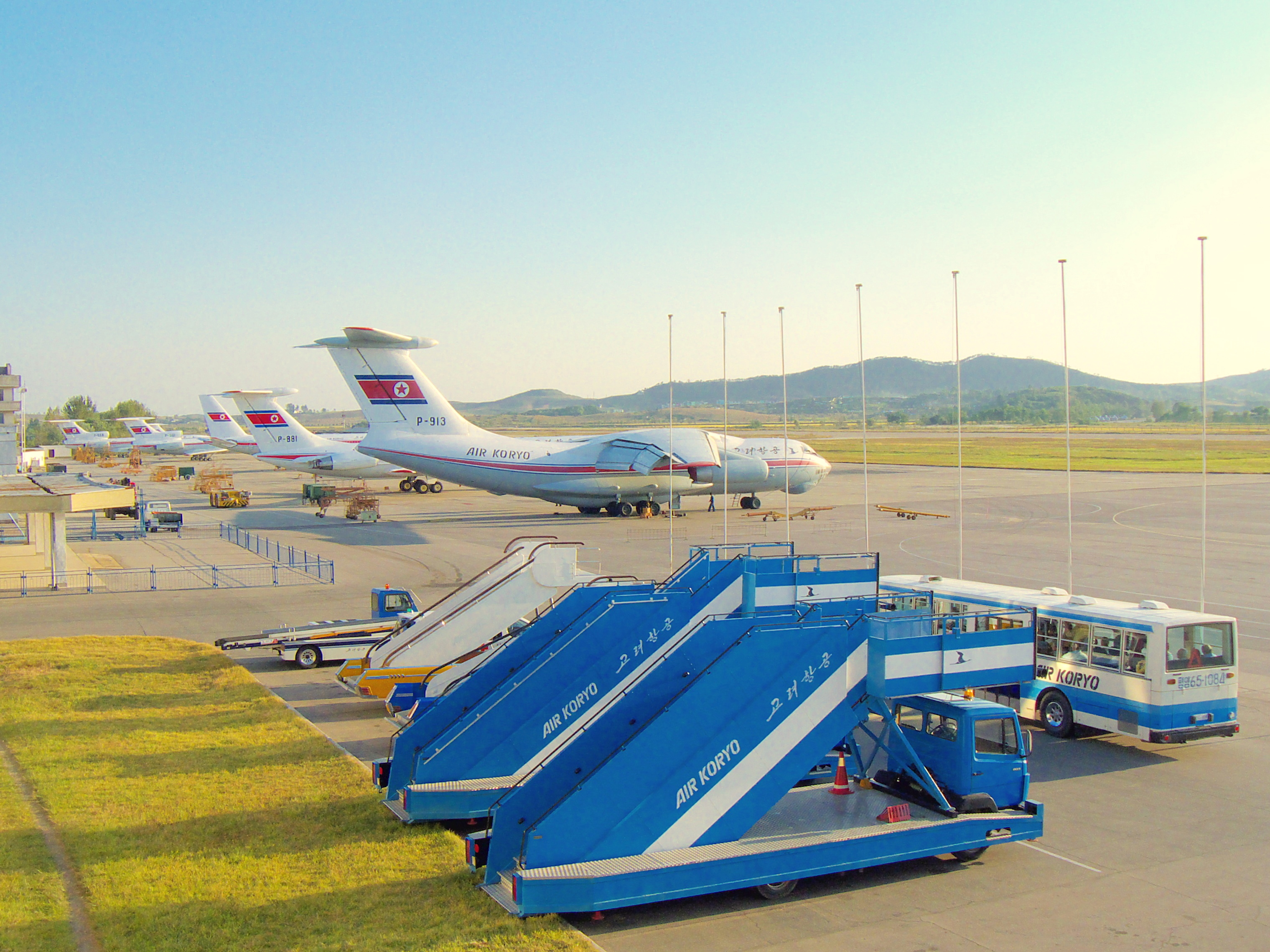
高丽航空的伊留申-76，圖-204，伊尔-62，圖-154和圖-134在平壤顺安国际机场
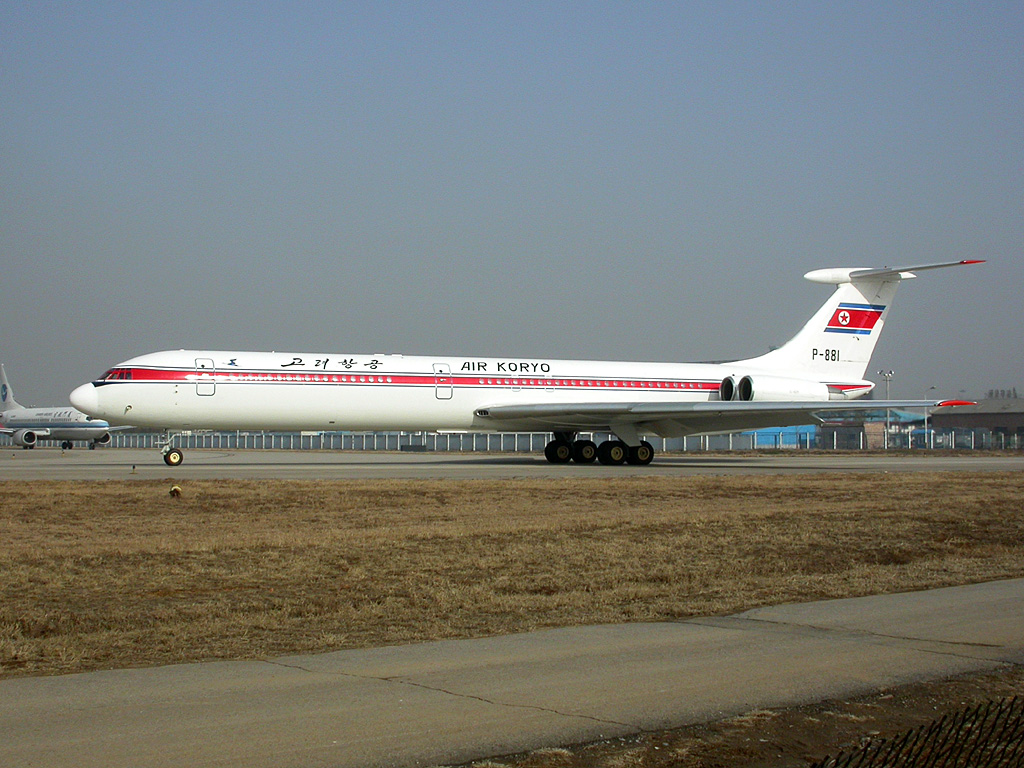
高丽航空伊尔-62客机在北京首都国际机场
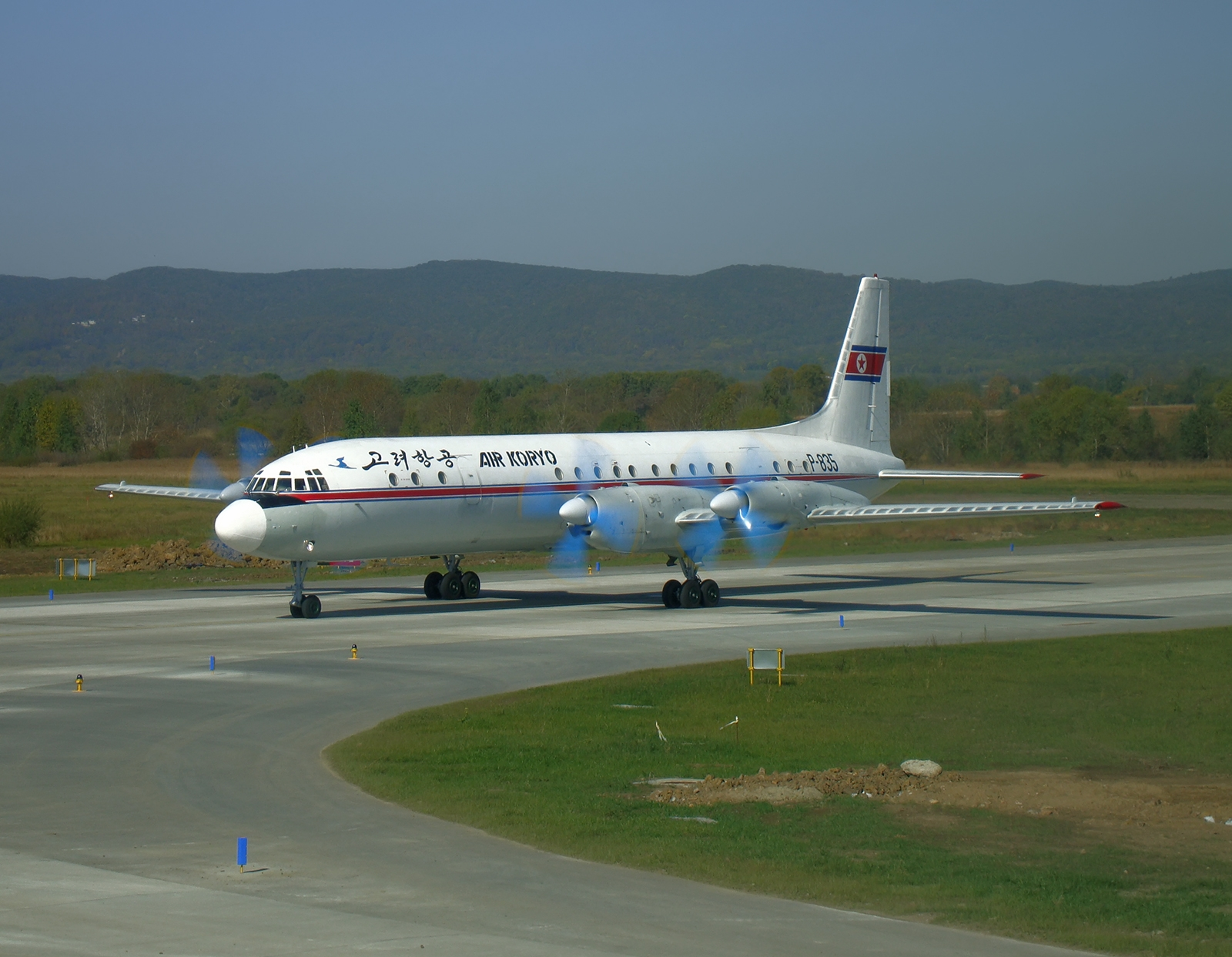
高麗航空伊尔-18D於符拉迪沃斯托克国际機場
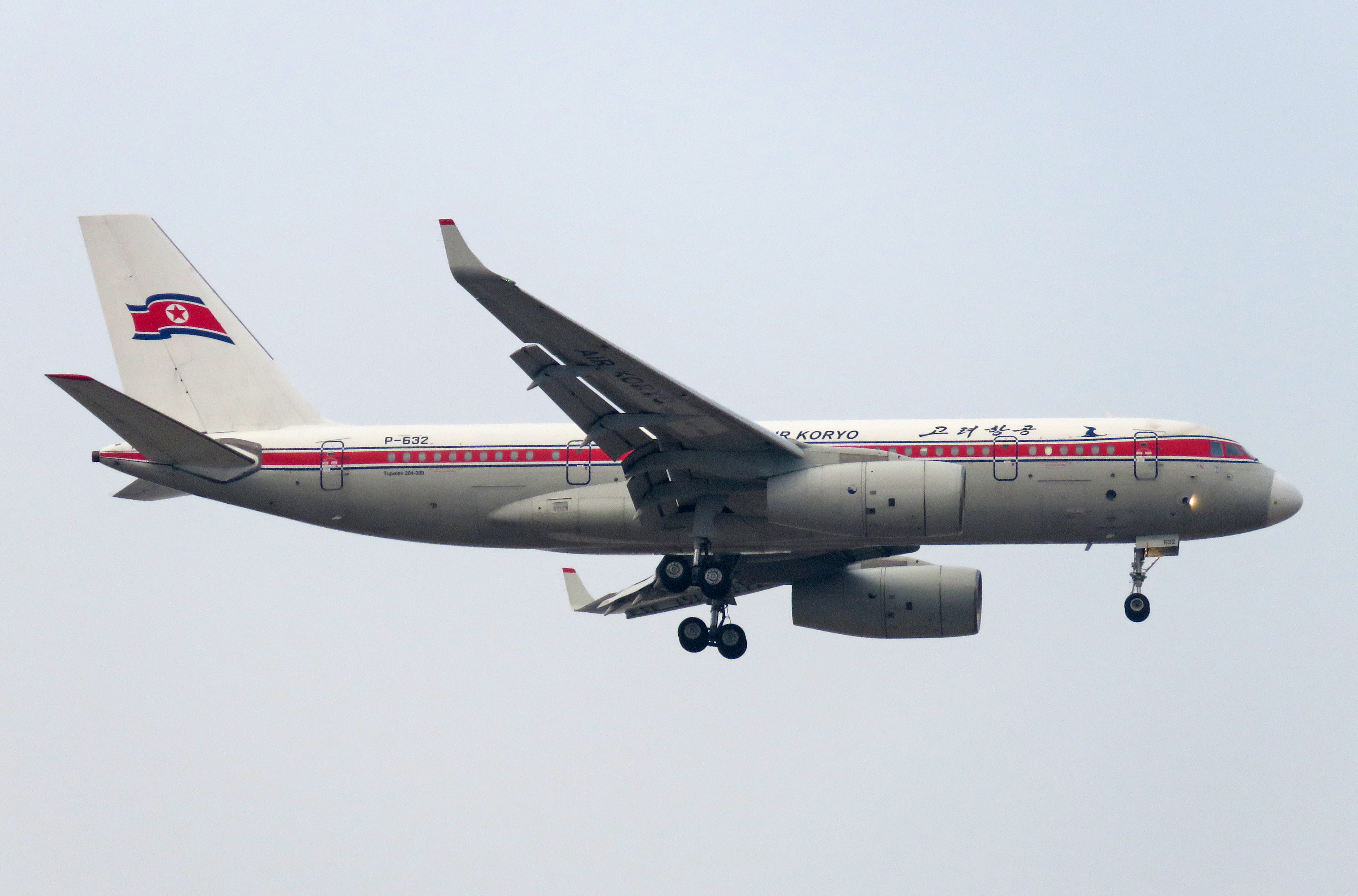
高麗航空圖-204正在降落於北京首都国际机场
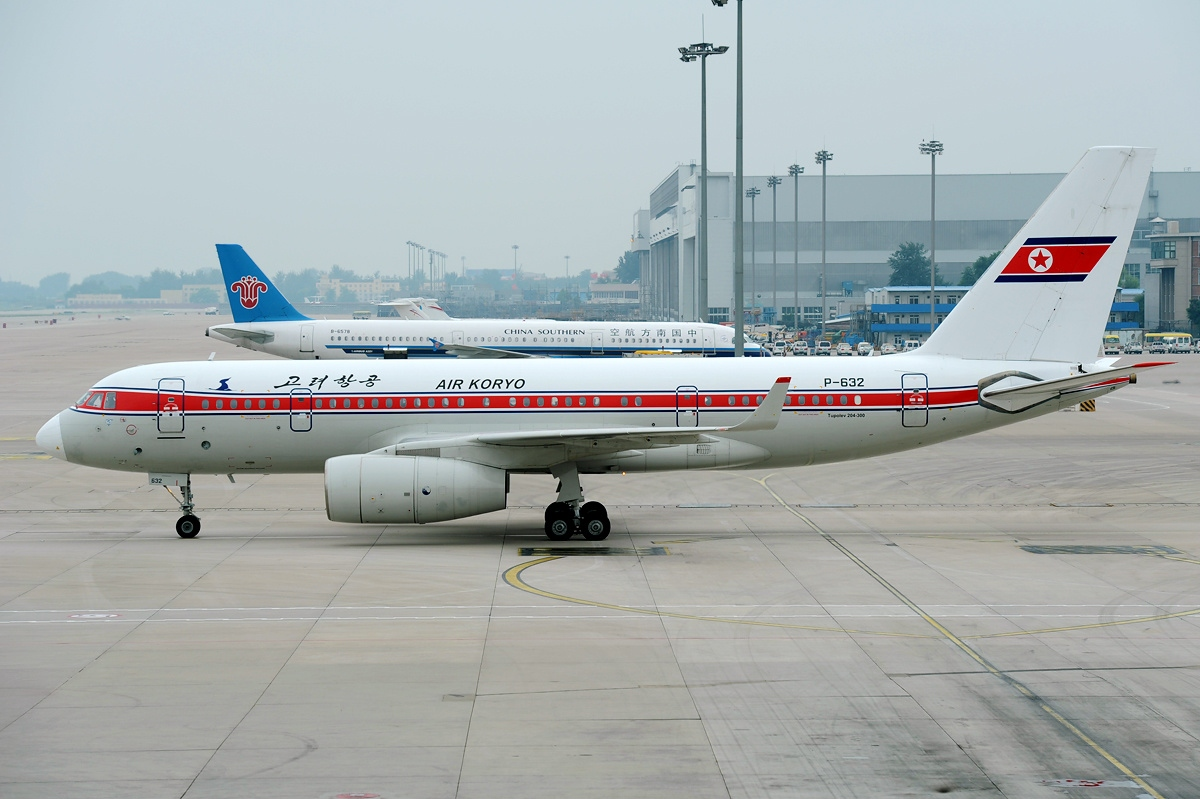
圖-204-300在北京首都国际机场
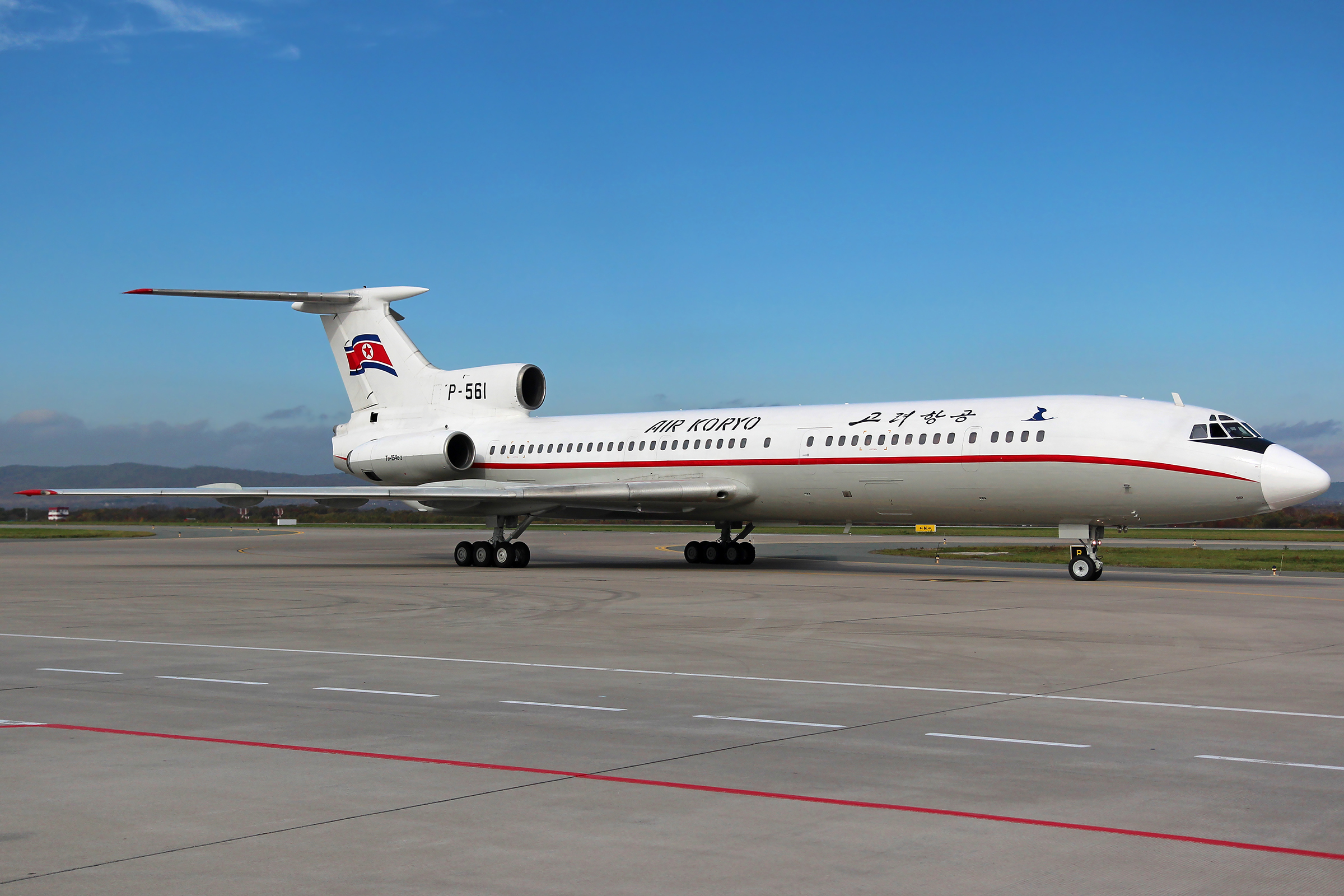
高麗航空圖-154B2於符拉迪沃斯托克国际機場
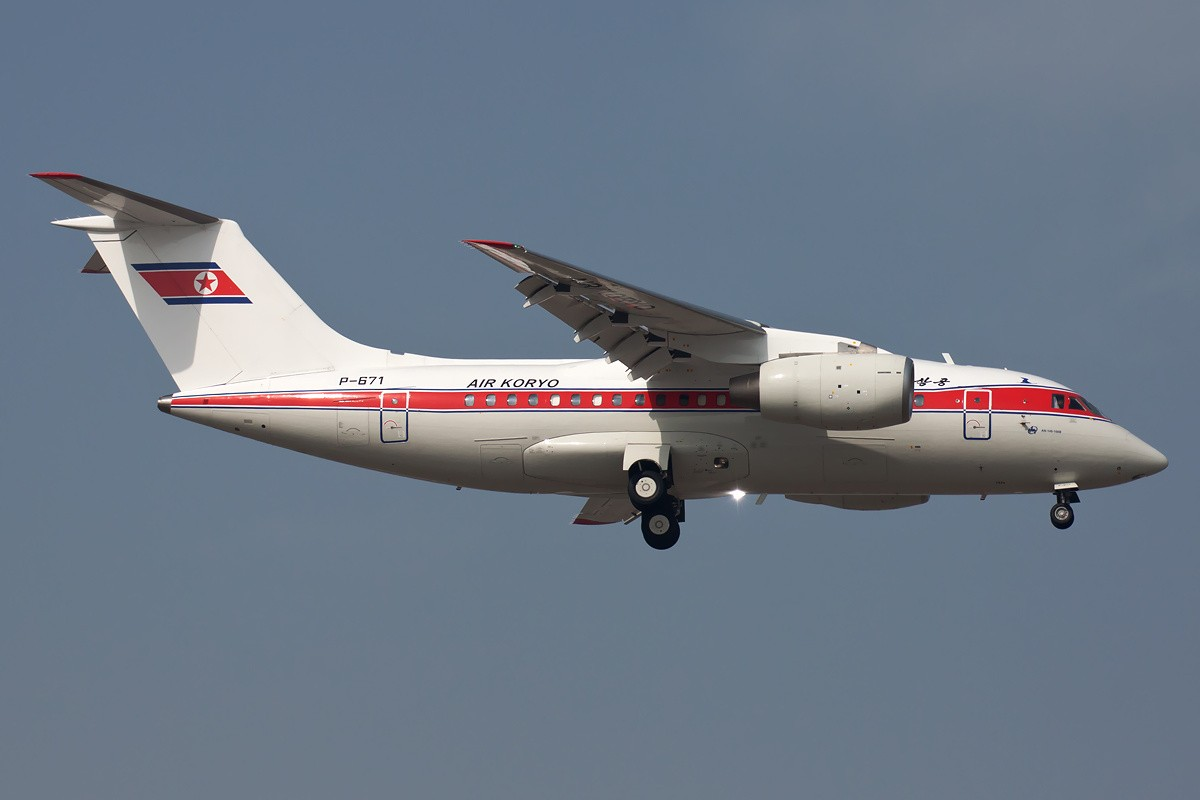
高麗航空安东诺夫An-148-100B（旧涂装）
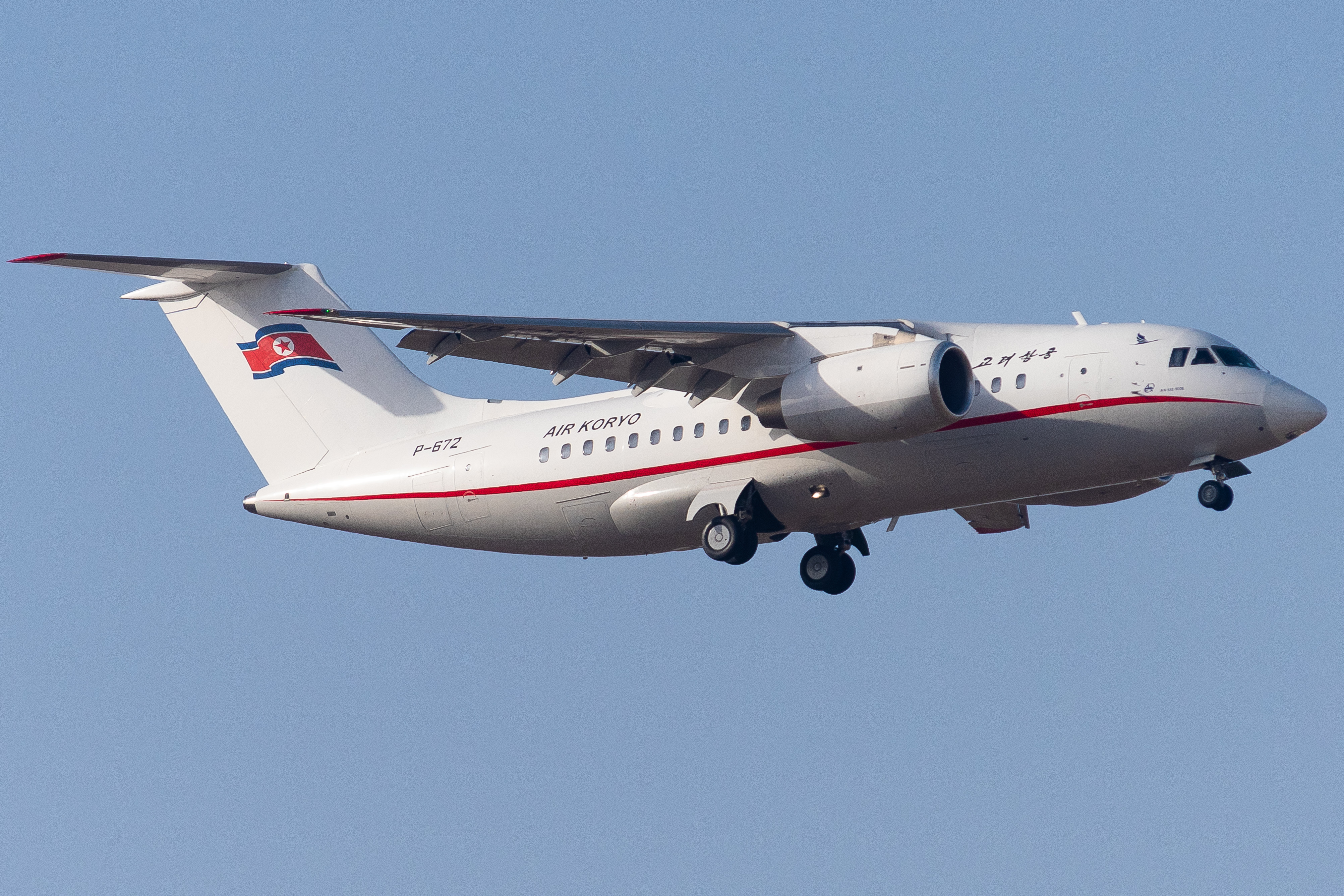
高麗航空安东诺夫An-148-100B（新涂装）
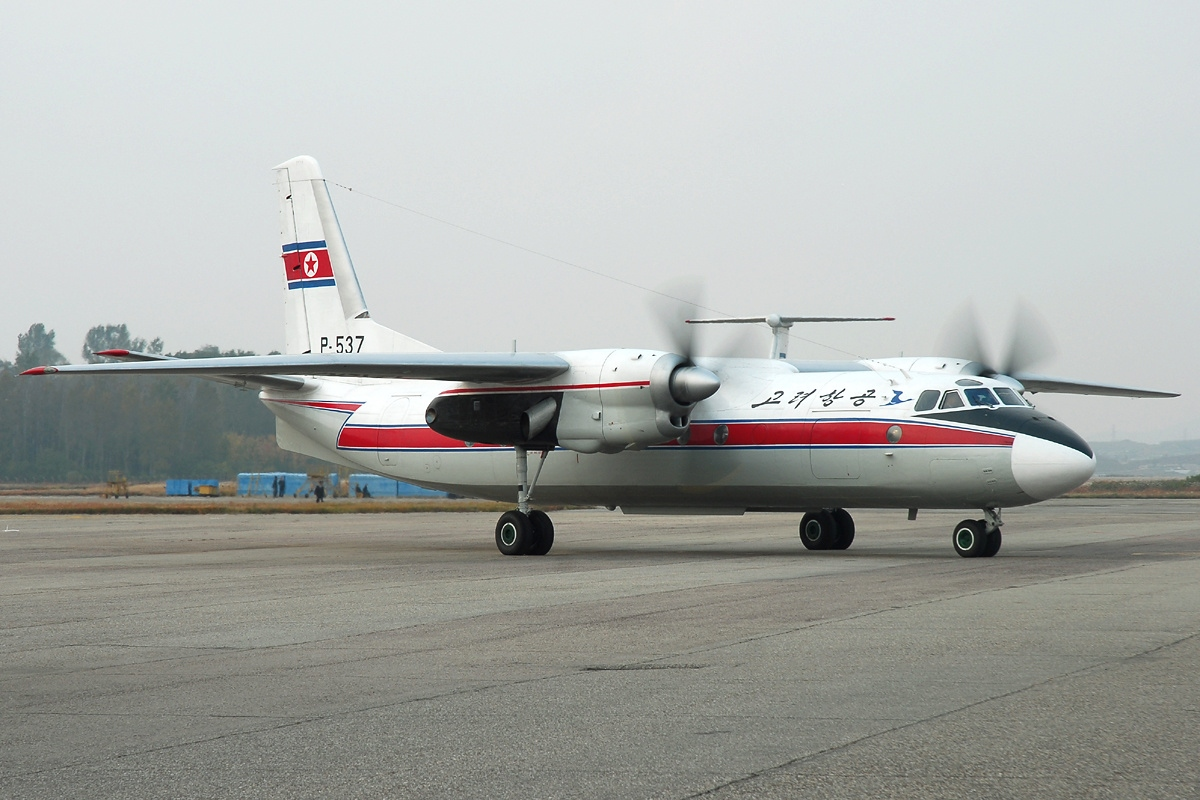
高麗航空安东诺夫An-24B在平壤顺安国际机场

截至2019年4月，高麗航空經營以下飛機：

## 退役機隊
- 里-2
- 安-2
- 伊尔-12
- 伊尔-14
- 伊尔-76（客运）
- 米-17

## 空难事故与事件
- 1979年6月30日，高丽航空前身的朝鲜民航（Chosonminhang — Korean Airways）一架注册号P-551的圖-154B国际航班在匈牙利布达佩斯李斯特·费伦茨国际机场降落时右主起落架无法放下，被迫硬着陆导致右翼接地滑行承力结构损坏，机上人员无伤亡。该飞机修复后恢复服役。[19]
- 1983年7月1日，朝鲜民航执飞从平壤至几内亚科纳克里，注册号P-889的伊留申-62M国际包机，在几内亚的富塔贾隆撞山坠毁，机上23人全部遇难。[20][21]这也是高丽航空（包括其前身朝鲜民航）至今为止发生的唯一一次造成人员死伤的事故。
- 2016年7月22日，高丽航空一架执行北京─平壤航线的Tu-204-300班机，由于机舱内发现不明来源的烟雾，而在沈阳桃仙国际机场实行紧急降落程序，机上75人无伤亡。调查结果是机舱行李架下方的客舱喇叭烧蚀。[22]
- 2017年5月25日，高麗航空JS251號航班（平壤─北京航线），一架註冊號為P-632的圖-204-300型客機（是时该机机龄已高达24年）在爬升至巡航高度9,200米時一塊襟翼掉落，飛機隨後返航平壤，未造成人員傷亡，這是此架客機發生的第二次較嚴重事故。[23]

## 拓展業務

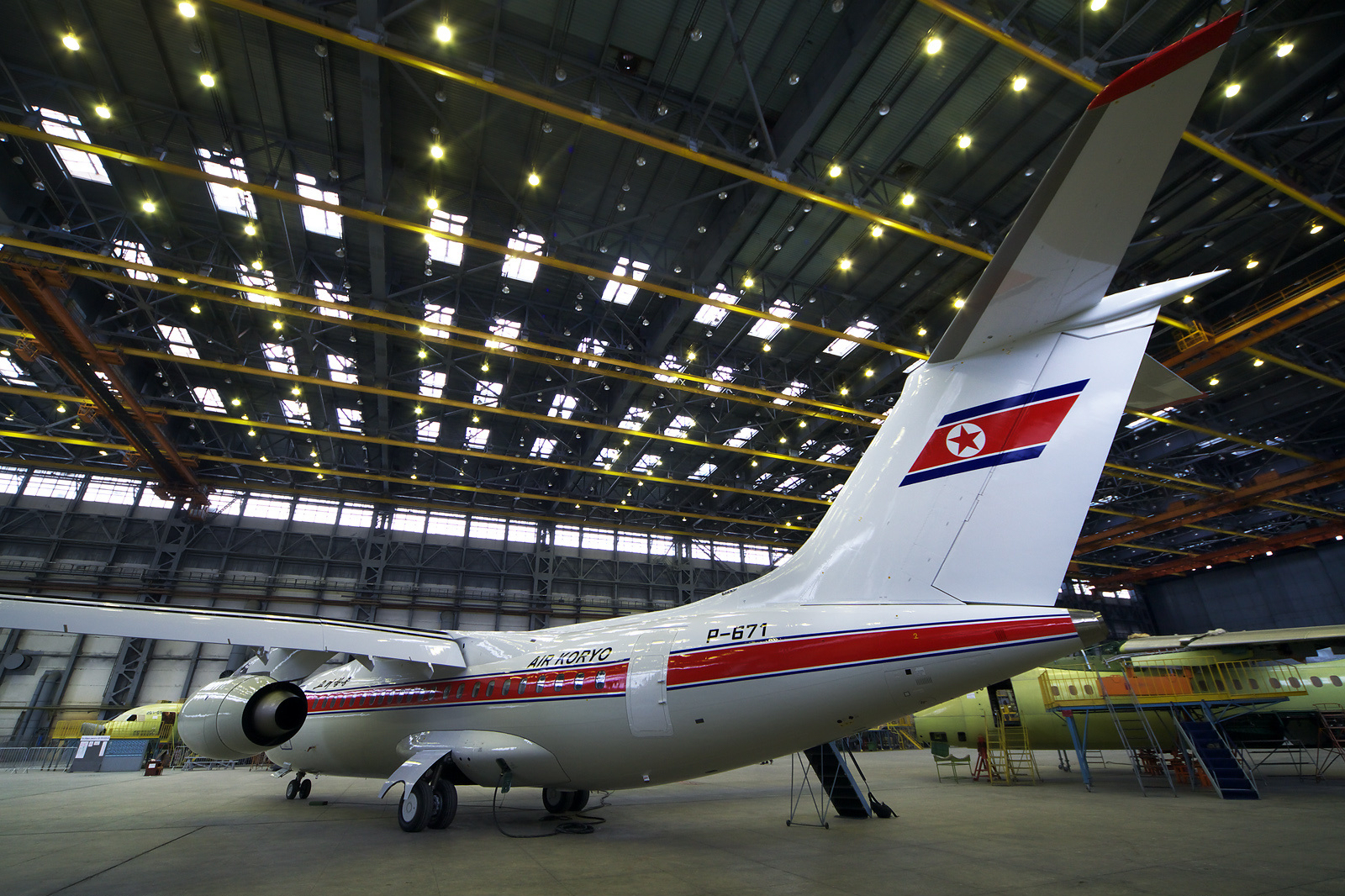
高丽航空整修廠
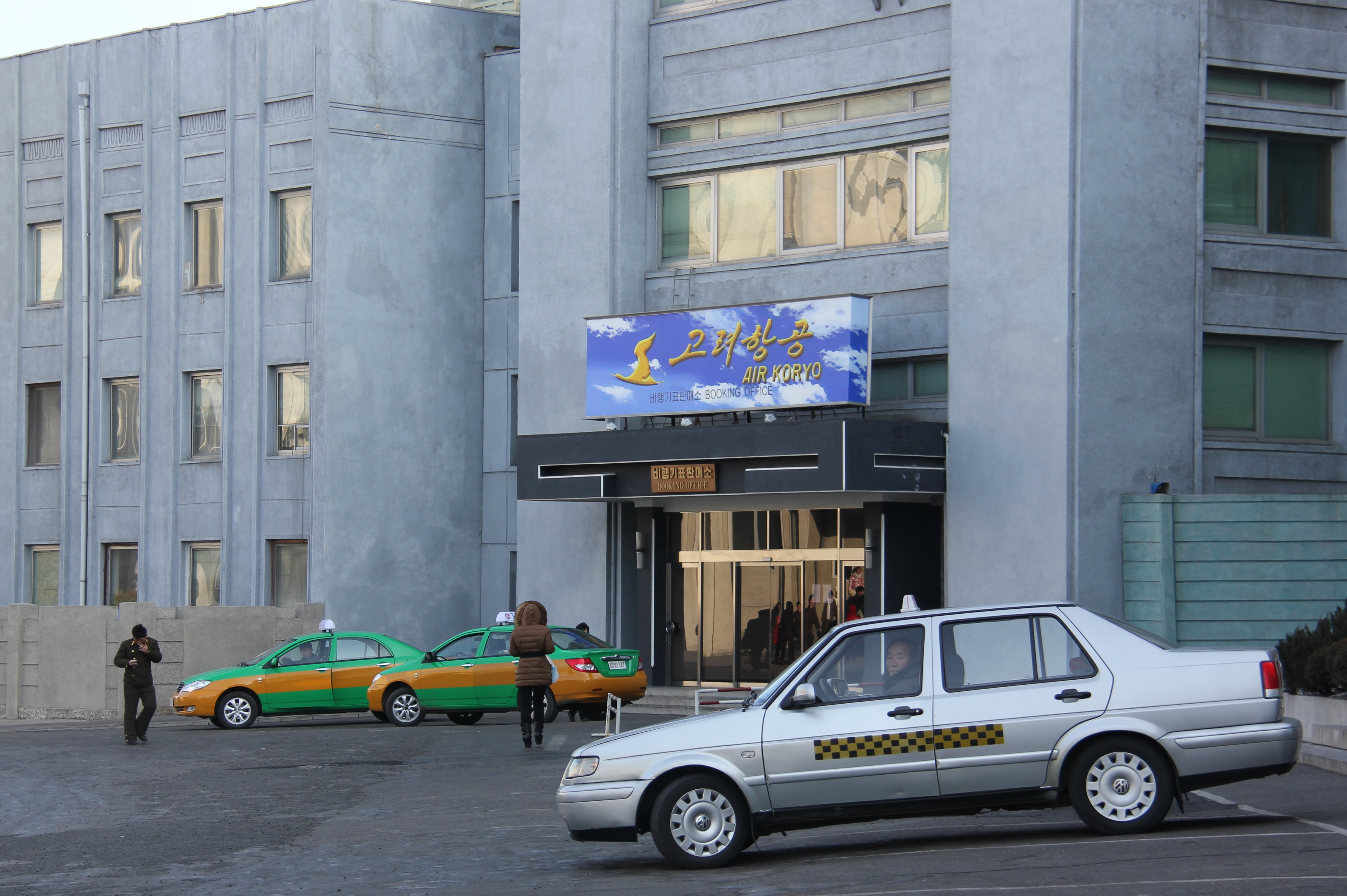
高丽航空平壤售票处
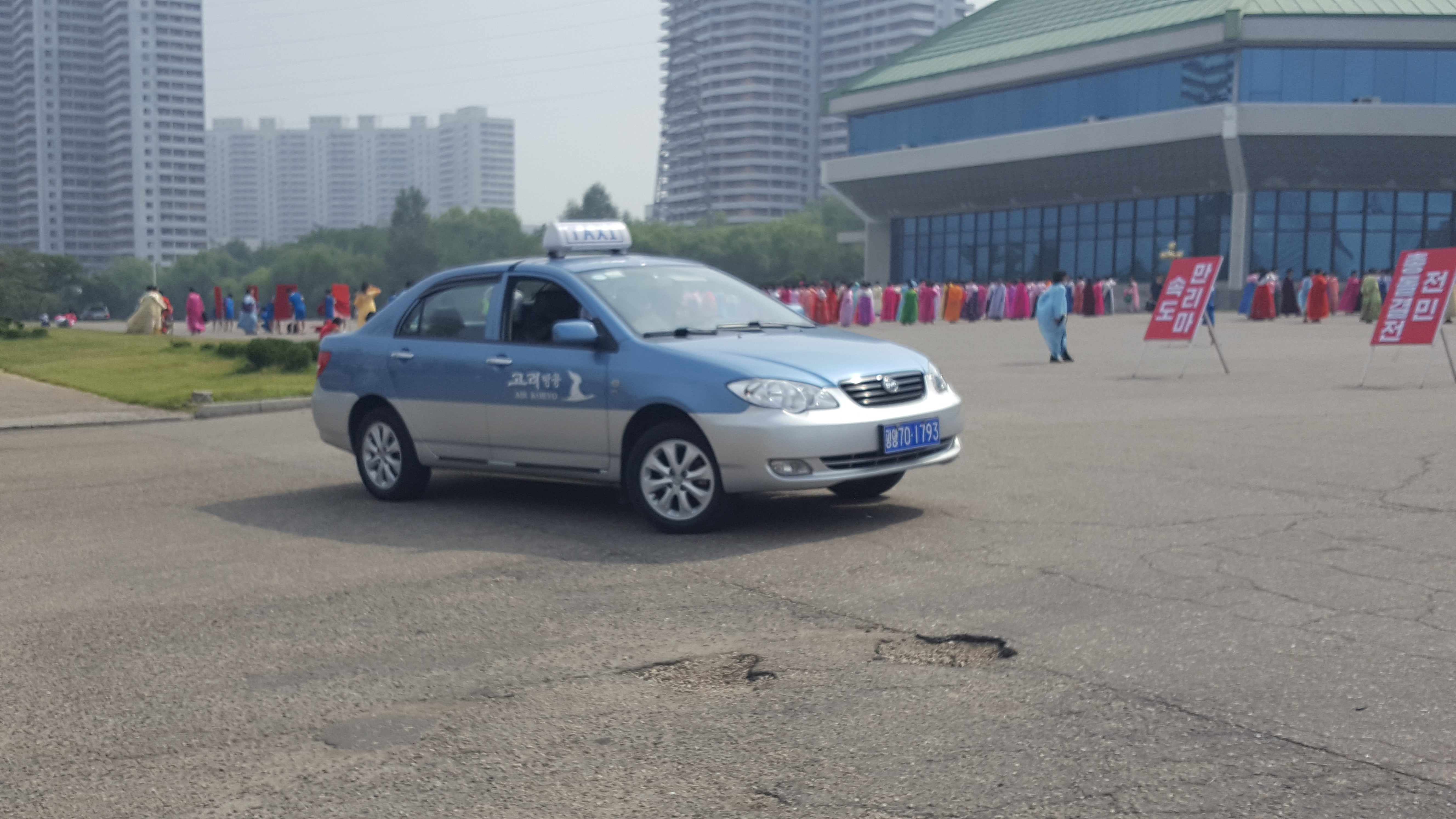
高麗航空旗下運營的士

高麗航空爲在制裁下尋求出路與或彌補數條國際航綫被關停的損失，除航空業外亦於2015年進軍的士行業與2016年進軍軟飲行業。根據德國之聲於2017年的報導，高麗航空在2017年伊始亦進軍油品行業，且「在平壤至少有一間高麗航空持有的加油站」。

## 徽標變更
據NK News的報導，高麗航空因應金正恩於2024年在南北关系问题上的变迁而將原先徽標展現的朝鲜半島元素移除，改用風格化錐形水平條紋綫，類似於中式帆船的造型。基於高麗航空在朝鲜全境的規模，NK News分析高麗航空這次徽標的變更花費不菲，包括飛機機身徽標、飛機內飾、空乘服飾、關聯附屬設施與關聯文創產品，甚至於高麗航空運營的的士，悉數需要變更徽標。透過這次徽標變更行動，NK News認爲這顯現出朝鲜为改变其在半岛问题上既有方針，所作出不惜一切代價抹除舊有印跡的心態。

## 外部連結
- 官方网站
- 朝鮮國際旅行社